# 이지례
이지례(李之禮, ? ~ 1592년)는 조선 중기의 무신으로 본관은 단양, 자는 만방이다.
유명한 맹장이었던 이지시의 동생으로 용기와 지략이 남보다 뛰어났다고 기록되어 있으며 무과에 급제하여 1592년 임진왜란이 일어나자 함경도 길주 목사로 평양에서 이원익을 따라 종군하였다.
형 이지시가 남도근왕근에 가담하여 용인 전투를 치르고 있다고 소식을 듣고 밤낮으로 달려 진중에 이르렀다. 이를 본 형 이지시가 '어찌하여 주장(主將)을 버리고 속히 돌아왔는가?'라 말하자 '동생이 어찌 형을 버릴 수 있습니까? 오직 생사를 함께할 따름입니다.'라 말했다.
이후 용인 전투에서 선봉장으로 싸우다가 백광언, 형 이지시와 함께 탄환에 맞아 전사했다.

## 같이 보기
- 남면 동절사 - 부여군의 향토문화유산 제150호